# Vincenzo Loria

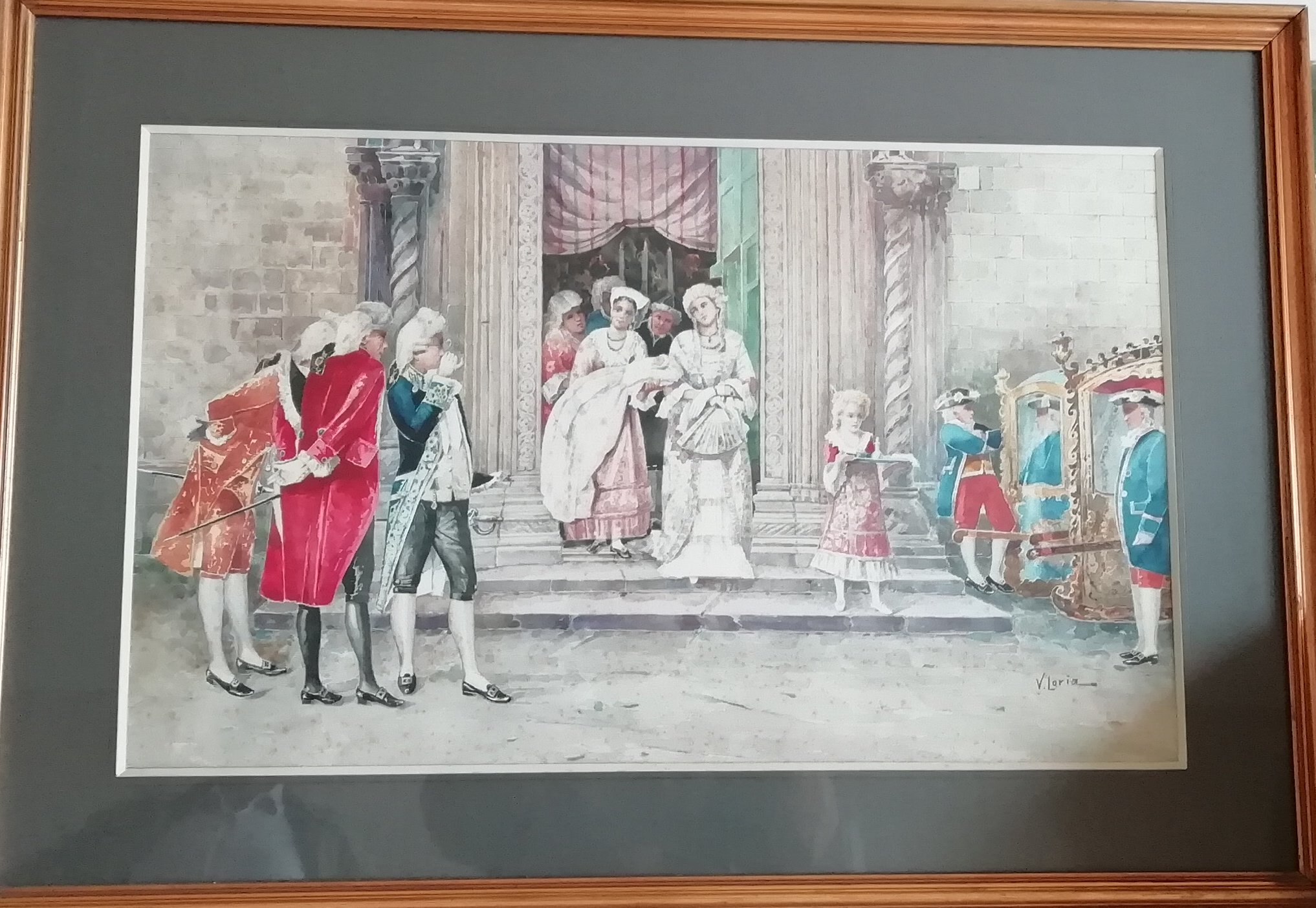
Vincenzo Loria - Dopo il battesimo (acquerello)

Vincenzo Loria (Salerno, 17 settembre 1849 – La Spezia, 31 ottobre 1939) è stato un pittore italiano, specializzato nella pittura di genere e di paesaggio.

## Biografia
Nella città natale iniziò a dedicarsi alla pittura sotto la guida del maestro francese Leon Richter, per poi studiare a Napoli presso l'Accademia di Belle Arti, dove, allievo di Domenico Morelli, si distinse per la padronanza acquisita nella tecnica dell'acquerello. Successivamente dipinse su commissione per amatori stranieri e ricchi galleristi, tra cui si ricorda Luigi Pisani, che acquistò numerose opere per la sua galleria fiorentina di Borgo Ognissanti.
Insieme alla moglie, Célestine Salabelle - francese originaria di Fontaine Vaucluse, paese in provincia di Avignone – che fu spesso sua musa e modella, Loria visitò l'Europa prima di stabilirsi definitivamente a Napoli.
Tra le opere di Loria, realizzate con tecnica a olio, acquerello, tempera, divennero molto ricercate quelle raffiguranti scene esotiche di sapore orientaleggiante o in costume settecentesco, i paesaggi che raffigurano scorci pompeiani e quelli che riproducono le pitture murali conservatesi sotto la cenere, riscoperte durante gli scavi archeologici. 
La diffusione dei dipinti a tema archeologico fu favorita dalla produzione di tavole su commissione dell'esperto di archeologia pompeiana Antonio Niccolini, per il quale Loria illustrò l'opera “Le case e i monumenti di Pompei”, edita a Napoli nel 1887 e poi diffusa nelle principali biblioteche, musei, accademie e case reali dell'epoca; incisioni scelte tratte dai volumi curati da Niccolini vennero inviate anche in America, contribuendo a diffondere oltreoceano la fama di Loria e degli altri artisti partecipanti al progetto. Su incarico del Ministro della pubblica istruzione Antonio Scialoja, l'artista produsse illustrazioni didattiche sull'arte pompeiana da distribuire presso licei e facoltà universitarie artistiche italiane. Inoltre, Loria partecipò a campagne di documentazione di scavi archeologici anche ad Ercolano, Stabia e Paestum.
Nel 1890 Loria aprì a Napoli un'importante galleria d'arte - inizialmente in via Vittoria 6, poi al civico 31 della stessa strada e successivamente in via Partenope 2-  che diventò presto uno dei punti di riferimento della scuola napoletana del secondo Ottocento. Lo studio di Loria era frequentato da illustri personalità italiane e straniere, non solo europee: nobili, industriali, politici. Si ricordano, a titolo d'esempio, la famiglia di imprenditori tedeschi Krupp - dinastia tedesca originaria di Essen, che divenne famosa per la produzione di acciaio e per le fabbriche di munizioni e armi – e gli americani Singer, solo due fra i numerosissimi committenti che Loria ebbe durante la sua lunga vita e che troviamo registrati – insieme a molti altri – nel grosso quaderno in cui l'artista annotava nomi e indirizzi di ogni committente, oggi preziosa testimonianza della sua fama e di quanto fosse richiesto e apprezzato il suo lavoro.
Oltre ad essere un apprezzato pittore, Loria fu disegnatore, litografo, incisore, decoratore su ceramica e sperimentò anche la tecnica della fotografia. Di questa attività restano, presso gli eredi, alcuni negativi e stampe all'albumina che testimoniano l'iter creativo dell'artista: Loria fotografava sempre lo scorcio che intendeva dipingere, ne traeva poi uno schizzo dal vero e, utilizzando come fonte entrambi gli studi, dipingeva l'opera finita. Loria si servì spesso del mezzo fotografico anche nel processo di realizzazione di copie dei suoi stessi quadri, di cui riceveva consistenti richieste; l'artista fotografava l'opera finita e sulla fotografia tracciava la quadrettatura necessaria a riprodurre il soggetto pittorico su nuovo supporto.
Dopo la morte della moglie, nel 1929, Loria si trasferì a La Spezia, città in cui visse dieci anni, fino alla morte avvenuta il 31 ottobre 1939. Nel golfo dei Poeti il pittore salernitano poté così ritrovare l'ispirazione, dopo un periodo di inattività. Alla Spezia venne inoltre insignito del titolo di decano degli artisti spezzini.

## Esposizioni
L'artista ha esposto in varie Nazionali ed anche alle Mostre della Promotrice Salvator Rosa di Napoli dal 1877 al 1911. In particolare, nel 1877 espone alla Nazionale di Belle Arti i seguenti dipinti: Interno di Pompei; Copia di una parete di Pompei (Tempera); Quadro in cromolitografia rappresentante due Tripodi di bronzo pompeiani, esistenti nel Museo di Napoli.

Nell'Esposizione Nazionale di Milano 1881 espone il dipinto Dopo il battesimo (acquerello). A Torino, nel 1884 alla Esposizione generale italiana, i seguenti: Una pagina del corano; Un tentativo; Cuor contento. A Palermo alla Esposizione nazionale del 1891-92: Pompei (acquarello); Posillipo (acquarello); Arco di Alfonso d'Aragona in Napoli. 

Alla Spezia nel maggio 1931 Loria tiene una sua personale nella Casa d'Arte.